# Progrès et développement
Progrès et Développement (arabe : تقدم وتطور, hébreu : קידמה ופיתוח, Kidma vePituah) était un parti politique arabe israélien des années 1960 et 1970.

## Histoire
Progrès et Développement est une organisation formée pour participer aux élections législatives israéliennes de 1959. Comme d'autres partis arabes israéliens à cette époque, il était associé avec le Mapaï de David Ben Gourion, ce dernier tenant à inclure les Arabes israéliens dans la vie politique afin de prouver la coexistence pacifique et productive des Juifs et des Arabes.
Lors des élections, le parti obtint 1,3 % des suffrages et deux sièges, ce qui en fit le parti arabe israélien le plus représenté à la Knesset. Ces sièges furent occupés par Ahmed A-Dahar et Elias Nakhleh. En raison de son association avec le Mapaï, le parti rejoignit la coalition gouvernementale.
Lors des élections législatives de 1961, le parti accrut son assiette électorale à 1,6 % des suffrages, bien que Coopération et Fraternité lui ravisse sa place de parti arabe israélien le plus populaire avec 1,9 % des suffrages. En dépit de l'augmentation des votes en sa faveur, le parti n'obtint que 2 sièges, toujours occupés par Ahmed A-Dahar et Elias Nakhleh, et fit partie des trois coalitions gouvernementales durant la cinquième session de la Knesset.
Le parti accrut le nombre de suffrages portés sur son nom lors des élections suivantes en 1965, passant à 1,9 % des suffrages totaux et redevenant le parti israélien arabe le plus populaire. Il rejoignit la coalition gouvernementale de Levi Eshkol, et Ahmed A-Dahar fut remplacé par  Seif-El-Din El-Zubi, auparavant représentant à la Knesset de la Liste démocratique de Nazareth (lors de la 1re session de la Knesset) puis de la Liste démocratique pour les Arabes israéliens (lors des 2e et 3e sessions de la Knesset). Lors de cette 6e session, le parti fusionna brièvement avec Coopération et Fraternité afin de former Coopération et Développement. Peu avant la fin de la session, Elias Nakhleh quitta le parti pour fonder la Fraternité judéo-arabe, bien qu'il fût élu peu après à la Knesset sur la liste de Coopération et Fraternité.
Les élections législatives de 1969 virent le parti encore accroître son assise électorale avec 2,1 % des suffrages, bien qu'il resta à deux sièges. Jabr Moade (ancien représentant à la Knesset de la Liste démocratique pour les Arabes israéliens qui avait quitté Coopération et Fraternité pour fonder le Parti druze après que Coopération et Développement eut éclaté, échangeant dans les faits de partis avec Elias Nakhleh) prit le second siège, et le parti intégra la coalition gouvernementale de Golda Meir. Jabr Moade fut nommé vice-ministre des Communications en octobre 1971, ce qui fit de lui le deuxième arabe israélien à intégrer un gouvernement israélien.
Lors des élections législatives de 1973, le parti ne remporta que 1,4 % des suffrages, bien qu'il conserva ses deux sièges. Bien qu'il fût exclu de la coalition gouvernementale de Golda Meir en dépit de son alignement sur le Parti travailliste, le parti réintégra le gouvernement à la démission de cette dernière et à la nomination d'Yitzhak Rabin comme Premier ministre. Jabr Moade reprit sa délégation.
Durant cette session de la Knesset, le parti devient brièvement une des composantes de l'Alignement avant de fusionner avec la Liste arabe pour les Bédouins et les Villageois pour former la Liste arabe unie.